# Le Pacte de Von Bek

Le Pacte de Von Beck est une saga de fantasy écrite par Michael Moorcock, mettant en scène les aventures d'Ulrich von Bek et ses descendants, incarnations à la fois du Champion éternel et de son compagnon.

## Les épisodes de la saga
1. Le Chien de guerre et la Douleur du monde ((en) The War Hound and the World's Pain, 1981)
2. La Cité des étoiles d'automne ((en) The City in the Autumn Stars, 1986)
3. La Fille de la voleuse de rêves ((en) The Dreamthief's Daughter, 2001)
4. (en) The Skrayling tree, 2003
5. (en) The white wolf's son, 2005